# 西井洋史
西井 洋史（にしい ひろし）は、日本の国土交通技官、技術士。市原市副市長等を経て、土木研究所土砂管理研究グループ長や、国土技術政策総合研究所土砂災害研究部長、砂防学会理事を務めた。

## 人物・経歴
1987年京都大学農学部林学科卒業、建設省入省（北陸地方建設局金沢工事事務所）。建設省河川局砂防部砂防課長補佐を経て、1999年国土庁防災局防災業務課長補佐。2001年国土交通省河川局砂防部保全課課長補佐。2002年国土交通省河川局砂防部保全課企画専門官。2003年国土交通省北陸地方整備局湯沢砂防事務所長。
2005年国土交通省四国地方整備局河川部河川調査官。2006年愛媛県土木部河川港湾局砂防課長。2008年市原市副市長、市原市職員互助会理事長。2011年国土交通省関東地方整備局富士川砂防事務所長。2013年国土交通省水管理・国土保全局砂防部保全課保全調整官、砂防関係工事安全施工管理技術研究発表会実行委員会委員長。
2015年国土交通省四国地方整備局河川部長。2017年土木研究所つくば中央研究所土砂管理研究グループ長。2019年国土技術政策総合研究所土砂災害研究部長、砂防学会理事。2020年気候変動を踏まえた砂防技術検討会委員。同年国土交通省大臣官房付、退官、日本工営株式会社大阪支店理事兼技師長。2022年日本工営株式会社大阪支店シニアエンジニア。